# باش داشاغیل
باش داشاغیل (به لاتین: Baş Daşağıl) یک منطقه مسکونی در جمهوری آذربایجان است که در شهرستان اغوز واقع شده است. باش داشاغیل ۱۱۵۷ نفر جمعیت دارد.